# Ortrun Schulz
Ortrun Schulz (* 27. Februar 1960 in Hannover) ist eine deutsche Philosophin und Buchautorin. Von 1992 bis 1994 war sie Vorstandsmitglied der Schopenhauer-Gesellschaft und von 1992 bis 2005 Redakteurin des Schopenhauer-Jahrbuchs. Seit Juni 1998 ist sie in Zusammenarbeit mit Yasuo Kamata (Kwansei-Gakuin-Universität, Japan) Kontaktperson der „International Schopenhauer Mailing List“. Seit 2005 bietet sie philosophische Lebensberatung an.

## Leben
Nach dem Abitur 1978 am Käthe-Kollwitz-Gymnasium in Hannover studierte sie an der Pädagogischen Hochschule Hannover Englisch und Bildende Kunst sowie an der Universität Hannover die Fächer Gartenbauwissenschaften, Germanistik, Anglistik und Philosophie. Im Februar 1986 schloss sie an der Universität Hannover als Magister Artium (M.A.) in Philosophie und Englischer Sprachwissenschaft ab. Das Thema der Arbeit lautete: Die zentrifugale Tendenz des Denkens: Eine Untersuchung über den Stellenwert der Abstraktion in der semiotischen Erkenntnistheorie von Charles S. Peirce. Im März 1993 promovierte sie zur Dr. phil. in Philosophie. Thema der Dissertation war Wille und Intellekt bei Schopenhauer und Spinoza.

## Publikationen (Auswahl)

### Bücher
- Wille und Intellekt bei Schopenhauer und Spinoza (= Europäische Hochschulschriften. Reihe XX Philosophie. Band 405). Lang, Frankfurt am Main (u. a.) 1993, ISBN 3-631-45715-4 (Dissertation).
- Schopenhauers Kritik der Hoffnung (= Europäische Hochschulschriften. Reihe XX Philosophie. Band 648). Lang, Frankfurt am Main (u. a.) 2002, ISBN 3-631-39925-1.
- Schopenhauer’s Critique of Hope. Books on Demand, Norderstedt 2014.
- Schopenhauers Biophilosophie. Books on Demand, Norderstedt 2014.
- Schopenhauers Anleihen bei Spinoza. Books on Demand, Norderstedt 2014.
- Kritik der Hoffnung. Books on Demand, Norderstedt 2018.

### Artikel und Vorträge
- Vortrag am 27. Februar 1992: Teleology: An Introduction to Spinoza and Schopenhauer. Philosophy Department, University of New England, Armidale, NSW, Australia.
- April 1993 Einladung der North American Division of the Schopenhauer-Society nach Chicago zur Präsentation meines Artikels Schopenhauer’s Fundamental View and Spinoza. Förderung durch DAAD bewilligt.
- Schopenhauers spinozistische Grundansicht. In: Schopenhauer-Jahrbuch. 74 (1993), S. 51–71.
- Schopenhauers Ethik – die Konsequenz aus Spinozas Metaphysik? In: Schopenhauer-Jahrbuch. 76 (1995), S. 133–149.
- Causa, seu ratio: Schopenhauer über die Identifikation von Erkenntnisgrund und Ursache bei Spinoza. Vortrag auf der Tagung „Spinoza in Deutschland 2: 19. Jahrhundert“, 4.–7. Oktober 1995, Werner Reimers Stiftung, Bad Homburg v. d. H. Zur Publikation angenommen.
- Mathematik in der Philosophie: Die geometrische Methode bei Spinoza. Vortrag im mathematikdidaktischen Kolloquium der Universität Hannover am 9. Januar 1997.
- Die Kritik der Hoffnung bei Spinoza und Schopenhauer. In: Schopenhauer-Jahrbuch. 80 (1999), S. 125–146.
- Schopenhauer als Aufklärer des Irrationalen. Vortrag gehalten auf der deutsch-polnischen Tagung zur Philosophie Schopenhauers in Karpacz, Polen, 21.–23. September 2000. In: Dieter Birnbacher, Andreas Lorenz, Leon Miodonski (Hrsg.): Schopenhauer im Kontext (= Beiträge zur Philosophie Schopenhauers. Band 5). Königshausen und Neumann, Würzburg 2002, ISBN 3-8260-2304-8, S. 53–68.
- Baruch de Spinoza. In: Daniel Schubbe, Matthias Koßler (Hrsg.): Schopenhauer-Handbuch. Leben – Werk – Wirkung. Metzler, Stuttgart/Weimar 2014, ISBN 978-3-476-02444-2, S. 211–214.

### Rezensionen
- Rezension von Robert Snel: Het Hermetisch Universum: Nietzsches verhouding tot Spinoza en de moderne ontologie. Eburon, Delft 1989.
- Rezension von Roger Henrard: Nietzsche en Spinoza, vreemde verwanten. Brill, Leiden 1989. In: Studia Spinozana. 7 (1991), S. 344–349.

### Übersetzungen
- Pierre Macherey: Spinoza als Idealist bei Hegel. übersetzt aus dem Französischen von Ortrun Schulz. In: Manfred Walther (Hrsg.): Spinoza und der Deutsche Idealismus. Tagungsband der Spinoza-Gesellschaft. Königshausen und Neumann, Würzburg 1991.
- Warren Shibles: Unsere Gefühlswelt: Eine kritische Analyse für jung und alt. Aus dem Amerikanischen von Ortrun Schulz und Hannelore Zetzmann. Lermann, Mainz 1995.
- Warren Shibles: Was ist Zeit? Eine kritische Analyse für jung und alt. Aus dem Amerikanischen von Ortrun Schulz und Hannelore Zetzmann. Lermann, Mainz 1997.
- Yasuo Kamata: Platonic Idea and the World of Perception. Aus dem Deutschen von Ortrun Schulz. Übersetzung von „Platonische Idee und die anschauliche Welt bei Schopenhauer“, Vortrag am 8. Mai auf dem Internationalen Schopenhauer-Jubiläumskongress vom 6.–8. Mai 1988 in Frankfurt am Main
- Manfred Walther (Hrsg.): Baruch de Spinoza: Lebensbeschreibungen und Dokumente. (= Philosophische Bibliothek. Band 96b). Meiner, Hamburg 1998. (Übersetzung des größten Teils der Dokumente (cf. S. XIV))
- als Übersetzerin und Herausgeberin: Erhard Schulz: Farewell to East Prussia. A German Boy’s Experiences before and during World War II. Books on Demand, Norderstedt 2015.

## Mitgliedschaften
- Schopenhauer-Gesellschaft e.V. Frankfurt am Main
- North American Division of the Schopenhauer-Society
- International Schopenhauer Mailing List
- Giordano-Bruno-Stiftung